# Windows 9x
Windows 9x är en operativsystemsfamilj som inkluderar Windows 95, Windows 98 samt Windows Millennium Edition. De tre operativsystemen har en MS-DOS-baserad kärna och är 16-bitars/32-bitars hybridgrafiska operativsystem som hade enbart stöd för Filsystemen FAT16/32. Windows 9x-serien var aktiv åren 1994-2000 och framför allt riktad för hemanvändare. Windows 95 Beta 1 (Bygge 4.00.189) 21 september 1994 var den i över huvud taget första erkända läckta versionen av rena Win9x.
De största skillnaderna mot föregångaren Windows 3.x är ett förbättrat grafiskt användargränssnitt. Det fanns tre utgåvor av Windows 95, varvid de första versionerna lanserades mellan 1995 och den sista 1997.  Windows 95 blev också den första versionen att introducera startknappen och en aktivitetsrad. All kod i Windows 95 konverterades inte till 32-bitar; delar av koden fick förbli 16-bitar (även om den inte direkt initierades i  real mode), främst på grund av kompatibilitets- och prestandaskäl.
1999 lanserades Windows 98 Second Edition, som innehöll bland annat en uppgraderad version av webbläsaren Internet Explorer. Det planerades att lansera en version av Windows 2000 för hemmaanvändning, som gick under arbetsnamnet Windows Neptune som skulle ha stöd för både Filsystemen FAT16/32 och NTFS, men projektet lades på isen allteftersom Windows XP snart började utvecklas. Den 11 juli 2006 avslutades all support för Win9x-serien.
Parallellt med Windows 9x utvecklades Windows NT, som i sin nya version blev Windows 2000 och ersatte Windows Millennium Edition. Till skillnad från Windows 9x hade NT byggts upp som ett 32-bitars operativsystem från grunden och var inte beroende av 16-bitarskod.

## Versionshistorik
- Windows 95 beta 1 och Original Release (Version 4.0).
- Windows 95 A
- Windows 95 B - (OSR2)
- Windows 95 B USB - (OSR2.1)
- Windows 95 C
- Windows 98 (Version 4.1)
- Windows 98 Second Edition
- Windows Millennium Edition (Version 4.9)

Versionerna OSR2, OSR2.1, och OSR2.5 av Windows 95 fanns endast tillgängliga som OEM-versioner.